# Maria Dornach (Mitteldorf)

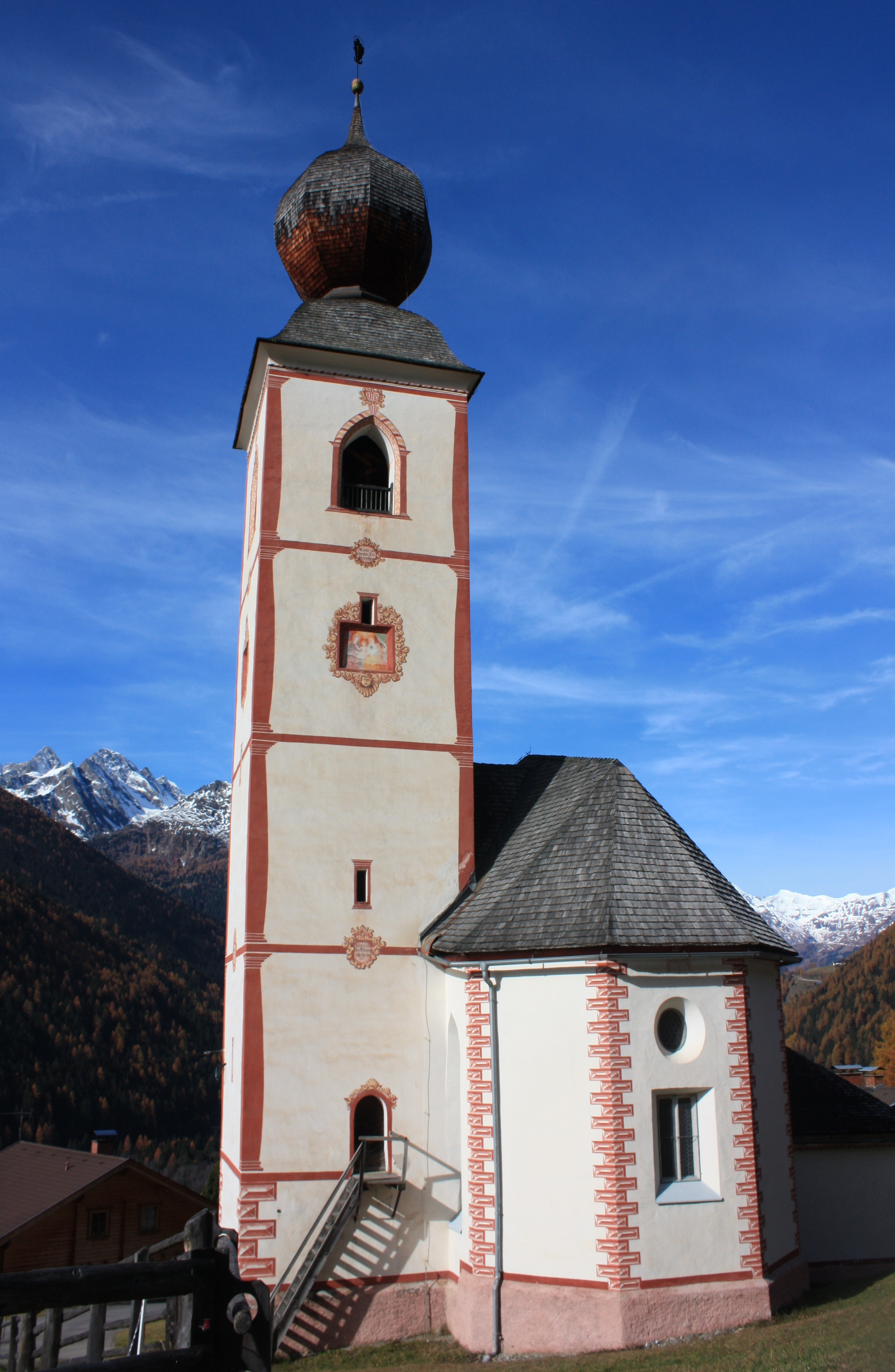

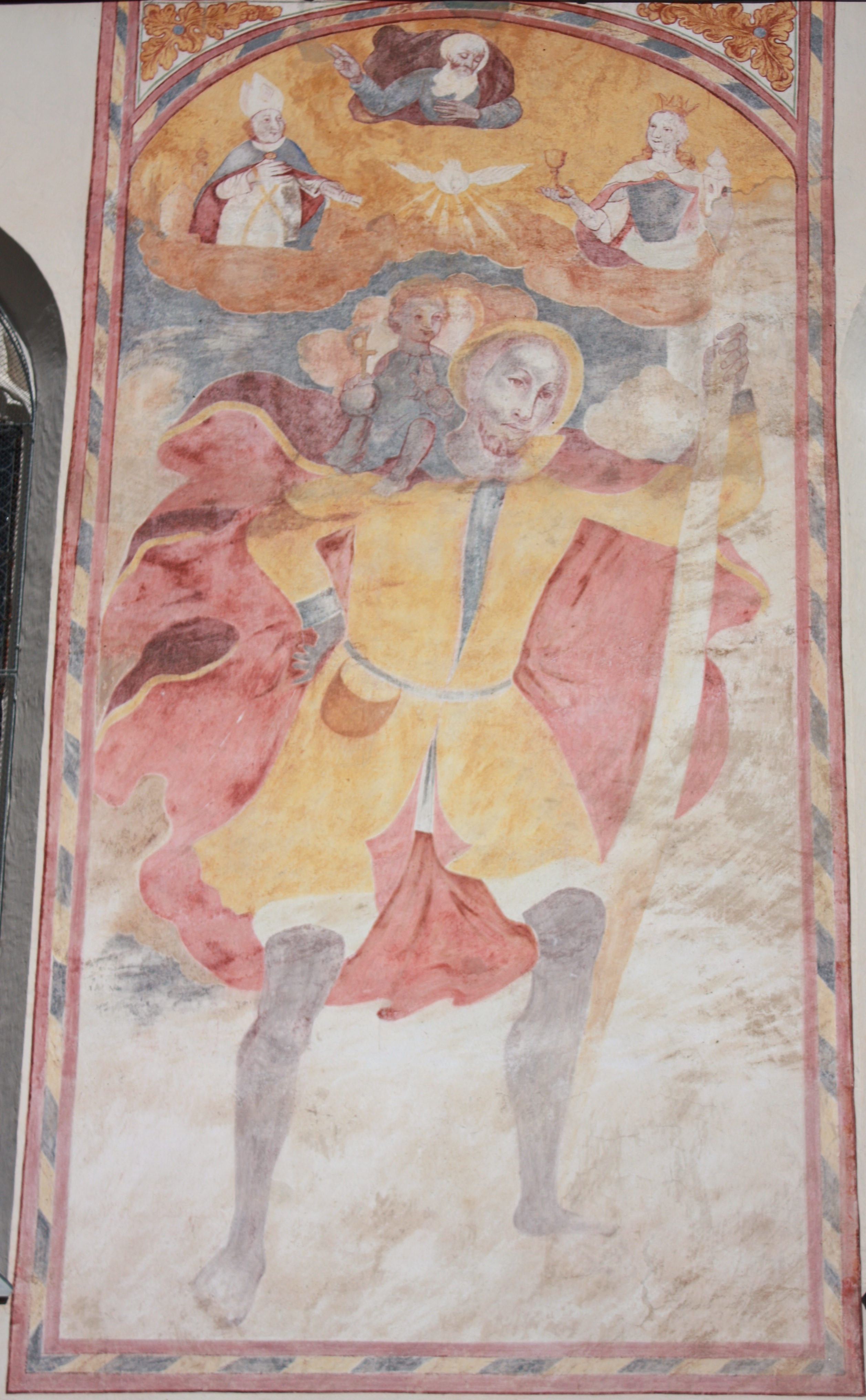
Hl. Christophorus

Die römisch-katholische Wallfahrtskirche Maria Dornach steht in 1166 Meter Seehöhe in Mitteldorf in der Gemeinde Großkirchheim und ist eine Filiale der Pfarre Sagritz.

## Geschichte
1365 fand eine Kirche in Mitteldorf erstmals als „Beata Maria an der Schütt“ urkundliche Erwähnung. Diese Kirche wurde vermutlich durch einen Bergsturz zerstört. Die heutige Kirche wurde 1491 von Bischof Konrad von Belluno geweiht. 1551 beschädigte ein Brand die Kirche.

## Baubeschreibung
Das Gotteshaus ist ein mittelgroßer, spätgotischer Bau des 15. Jahrhunderts. Der fünfgeschoßige Turm mit spitzbogigen Schallfenstern wird von einem Zwiebelhelm bekrönt. An der südlichen Langhauswand haben sich schmale, hohe Doppellanzetfenster mit Fischblasenmaßwerk erhalten. An der Nordseite wurde 1728 die barocke Lorettokapelle angebaut. An der Südwand ist ein Christophorusfresko erhalten. Um den ganzen Bau laufen Kaffgesimse. Das Kirchenschiff und der Turm weisen Ortsteinverzierung mit einfacher Ornamentik auf. Das spätgotische, profilierte Südportal wurde mit einem neuen Sturz versehen. Das spitzbogige Westportal führt in die Vorhalle.
Im einschiffigen, dreijochigen Langhaus erhebt sich ein Netzrippengewölbe über kräftigen, profilierten Wandpfeilern mit halbrunden Vorlagen. Auf den runden Schlusssteinen ist die ursprüngliche Bemalung mit halbfigurigen Heiligen erhalten. Im Westjoch steht eine zweigeschoßige Musikempore aus Holz. Die untere Emporenbrüstung wurde in der ersten Hälfte des 19. Jahrhunderts mit Szenen aus dem Marienleben im gotisierenden Stil bemalt. Die Orgel stammt aus dem Jahr 1740. Von der Langhausnordwand führen zwei barocke Türen mit Pilasterrahmung und geradem Sturz in die Lorettokapelle. Ein eingezogener, spitzbogiger und profilierter Triumphbogen verbindet das Langhaus mit dem Chor. Im Chor ruht ein Netzrippengewölbe auf halbrunden Vorlagen. An der Chorsüdwand befindet sich eine spätgotische Sakramentsnische mit Kielbogen.
Die nazarenischen Wandmalereien in Chor und Langhaus entstanden um 1900. Zu sehen sind Rankenkandelaber und Engel mit Leidenswerkzeugen im Chorgewölbe und Darstellungen von Heiligen in den Gewölbefeldern des Langhauses. Das Wandgemälde mit den Höllenstrafen an der Nordwand des Langhauses stammt aus dem 18. Jahrhundert. Darüber ist Gottvater mit Bitzbündeln dargestellt. An der Westwand befindet sich ein barockes Wandbild mit der Anbetung.

## Einrichtung
Der Hochaltar mit Opfergangstüren und fünfachsigem, offenem Säulenaufbau stiftete 1754 die Gewerkenfamilie Jenner. Er birgt eine bekleidete Madonna unter einem Stoffbaldachin. Seitlich stehen die weiß übermalten Statuen der Heiligen Franz Xaver, Joachim, Anna und Johannes Nepomuk. Das Aufsatzbild stellt Gottvater dar, flankiert von Engelfiguren und den Heiligen Florian und Barbara.
Im Chor stehen die spätbarocken Konsolfiguren der Heiligen Michael, Ulrich, Brictius und Domitian von Kärnten.
Die beiden Seitenaltäre entstanden im späten 17. Jahrhundert. Der linke zeigt am Altarblatt die Kreuzigung und trägt im Aufsatz die Figuren Johannes des Täufers und des Heiligen Veit. Am Bild des rechten Altars sind die Pestheiligen Sebastian und Rochus dargestellt. Die Aufsatzfiguren sind die Heiligen Georg und Florian. Auf der Altarmensa steht eine bekleidete Marienfigur aus der ersten Hälfte des 14. Jahrhunderts, unter deren Kleidung Brandspuren von 1551 sichtbar sind.
Die Kanzel aus dem ersten Viertel des 18. Jahrhunderts zeigt an den Brüstungsfeldern die gemalte Darstellung der vier Evangelisten.
An der Triumphbogenwand ist eine Kreuzigungsgruppe mit Schächtern sowie Maria und Johannes aus der Mitte des 18. Jahrhunderts angebracht. An den Langhauswänden sind die Konsolfiguren der Heiligen Maria, Veronika, Maria Magdalena, Petrus, Hieronymus, Agatha, Augustinus sowie die eines Schmerzensmannes aufgestellt. Über den Fenstern befinden sich die Heiligen Drei Könige sowie spätbarocke Engeln.
Die Lorettokapelle ist mit zeittypischem Dekor der 1930er Jahre ausgestattet. Am unteren Eingang in die Kapelle liegt die Stifterin des Bethauses in Döllach, die Jungfrau Maria Schober, begraben.